# Lissocreagris eurydice
Lissocreagris eurydice är en spindeldjursart som först beskrevs av William B. Muchmore 1969.  Lissocreagris eurydice ingår i släktet Lissocreagris och familjen helplåtklokrypare. Inga underarter finns listade i Catalogue of Life.